# الجابر سعيد سالم
الجابر سعيد سالم هو رباع بلغاري، ولد في 3 يناير 1975.

## وصلات خارجية
- الجابر سعيد سالم على موقع الاتحاد الدولي (الإنجليزية)
- الجابر سعيد سالم على موقع مشروع نتائج رفع الأثقال الدولية (الإنجليزية)
- الجابر سعيد سالم على موقع IAT Database Weightlifting (الألمانية)
- الجابر سعيد سالم على موقع اللجنة الأولمبية الدولية (الإنجليزية)
- الجابر سعيد سالم على موقع أوليمبيديا (الإنجليزية)